# 朝阳路 (珠海)
朝阳路是中國廣東省珠海市的一條一般道路，位于香洲區，馬路呈东西走向。其东起情侣中路，西接狮山路。

## 概要及历史
朝阳路全长320米，宽约24米。单向/双向2-3车道行驶。
朝阳路于1970年代建成，1977年命名，取日出阳光普照之意。

## 經過的道路
这条路的顺序是由东到西排列，其中加粗的字为主幹道：
- 情侣中路
- 海港路
- 卫星街
- 龙舟街
- 香埠路
- 凤凰南路
- 狮山路